# Arthur Morrison
Arthur George Morrison (* 1. November 1863 in London; † 4. Dezember 1945 in Chalfont St Peter, Buckinghamshire) war ein englischer Journalist, Schriftsteller und Kunsthändler.

## Leben und Wirken

### Frühe Jahre

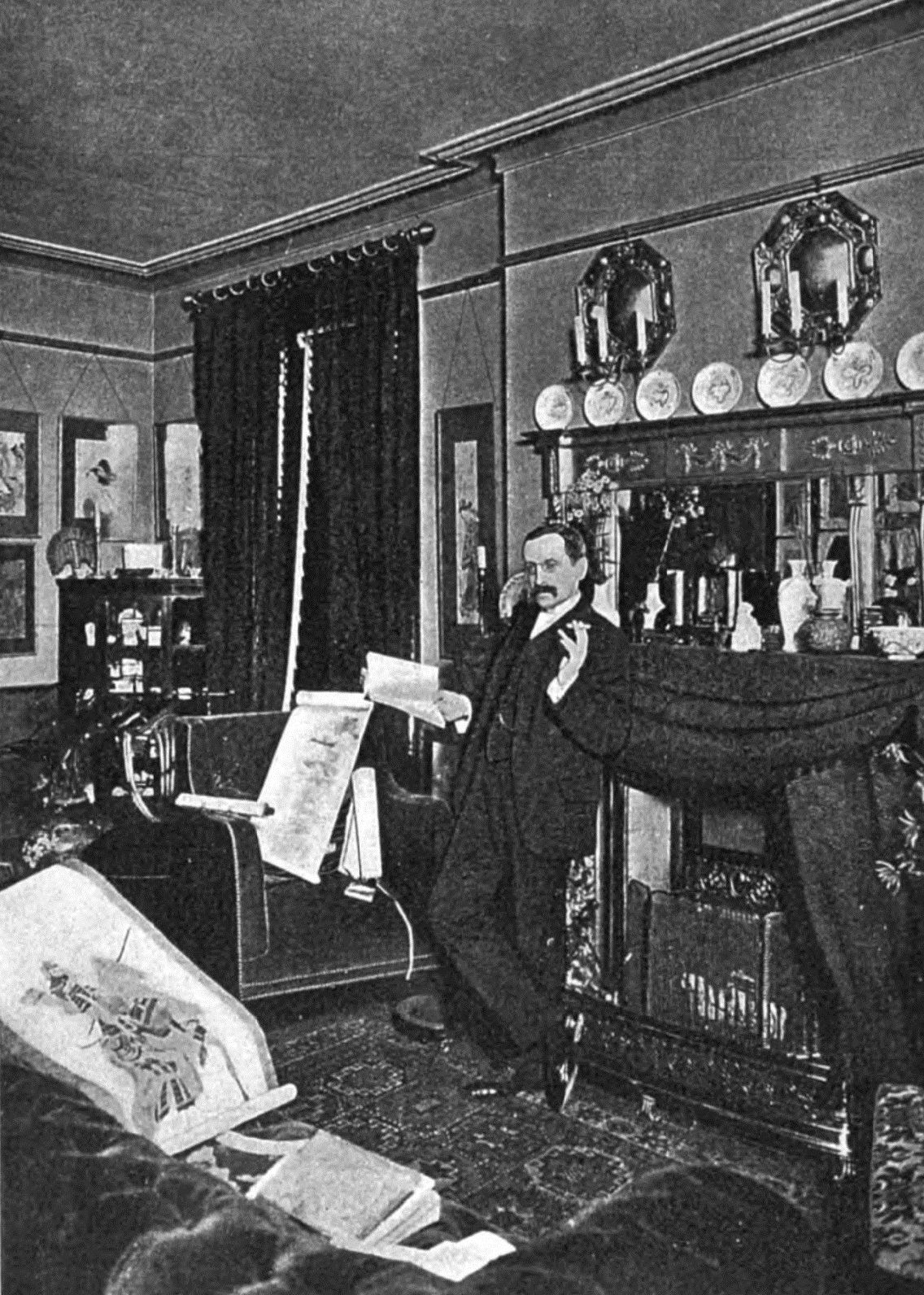
Arthur Morrison

Arthur Morrison war der Sohn eines Dampfmaschinen-Mechanikers und wurde im Stadtteil Poplar im Osten Londons geboren. Sein Vater starb bei einem Arbeitsunfall, bevor Arthur sieben Jahre alt war. Seine Mutter musste als Witwe fortan ihre drei Kinder allein durchbringen, sie führte einen kleinen Kurzwarenladen. Über Morrisons Kindheit und Jugend ist wenig bekannt, weil er sich zeitlebens bemühte, seine proletarische Herkunft aus dem Londoner East End zu verschleiern und selbst auf offiziellen Dokumenten falsche Angaben machte. Sicher ist, dass der schmächtige Jugendliche sich für Radrennen und Boxen begeisterte und viel Zeit in den Antiquariaten der Whitechapel Road verbrachte. Für den Besuch einer höheren Schule oder Universität fehlte das Geld, weshalb er sich autodidaktisch weiterbildete.
1879 wurde er als Bürogehilfe von einem Architekten der Londoner Schulbehörde eingestellt. Im Verlauf von fünf Jahren brachte er es bis zum Third-Class Clerk (etwa: Kanzlist Dritter Klasse). Nebenbei verfasste er Beiträge für Zeitungen und Magazine. Ein humoristisches Poem für das Fahrrad-Magazin Cycling im Jahre 1880 kündigte bereits seine literarische Neigung an, aber zu jener Zeit war sein Ziel, Journalist zu werden. 1885 wechselte er, vermutlich auf Vermittlung seines Arbeitgebers, zum People’s Palace und arbeitete mehrere Jahre als Sekretär dieses Wohlfahrtsprojekts, das als Zentrum für Bildung und Kultur für die unterprivilegierte Bevölkerung des East End fungieren sollte. 1888 erhielt er die Berechtigung zur Benutzung des Lesesaals des Britischen Museums.

### Journalist und Autor
Im März 1889 wurde er zum Redakteur der hauseigenen Wochenzeitung Palace Journal ernannt, die Walter Besant herausgab. In dieser Funktion lernte er alles über das journalistische Handwerk und die Praxis des Zeitungsmachens. Er verfasste Artikel über lokale Themen und Orte Londons, die bereits seine Fähigkeit zum anschaulichen Schildern zeigten. Als das Palace Journal 1890 in finanzielle Schwierigkeiten geriet, bewarb er sich bei der Londoner Abendzeitung The Globe und wurde angenommen. Neben seiner journalistischen Arbeit verfasste er für das Magazin People Geschichten über paranormale Erscheinungen. Eine Auswahl davon erschien unter dem Titel The Shadows Around Us als sein erstes Buch. Ende 1891 war Morrison offenbar überzeugt, „von der Feder“ leben und eine Familie ernähren zu können: Er kündigte beim Globe, wurde freischaffender Journalist und heiratete im August Elizabeth Thatcher, eine Lehrerin, die er im People’s Palace kennen gelernt hatte. Sein beruflicher Erfolg und ihr Gehalt ermöglichten es dem Paar, aus London wegzuziehen – nach Chingfort in Essex, wo 1893 ihr einziges Kind Guy zur Welt kam.
In den 1890er Jahren etablierte sich Morrison als Schriftsteller. Unterstützt wurde er dabei von dem Lyriker und Dramatiker William Ernest Henley, der damals Herausgeber des National Observer und ein einflussreicher Mann in der Literaturszene war. Henley nahm Morrison unter seine Fittiche und beauftragte ihn, realistische Geschichten über das Leben im East End zu schreiben – ein richtungsweisender Anstoß für den jungen Autor. So entstand der Sammelband Tales of Mean Streets, aus dem die lakonische Kurzgeschichte Lizerunt besondere Aufregung im viktorianischen Lesepublikum verursachte: Sie erzählt von der 17-jährigen Fabrikarbeiterin Elizabeth Hunt, die einen Mann heiratet, der sich bald als arbeitsscheuer Herumtreiber und Kleinkrimineller entpuppt, sie tyrannisiert und schlägt, ihr den Lohn abnimmt und sie, als sie nach dem dritten Kind arbeitslos wird, auf den Strich schickt.
Gnadenlos offene, nahezu emotionslose Schilderungen der tristen Lebensumstände im East End, der abstoßenden Seiten des Elends, der Gewalt und menschlichen Verrohung, kennzeichnen auch seine Romane A Child of The Jago (1896), To London Town (1899) und The Hole in the Wall (1902), weswegen er „der englische Zola“ genannt wurde und heute als Begründer der modernen Slum-Literatur gilt. Als besonders brutal und vielleicht sogar gefährlich galt A Child of The Jago. – Als Oscar Wilde 1896 im Zuchthaus von Reading saß, bestellte er ein Leseexemplar des Romans. Er bekam es nicht, vermutlich wegen der darin enthaltenen detaillierten Beschreibungen von Raubüberfällen, Trickdiebstählen und Einbrüchen.
Ein weiterer günstiger Umstand für Morrisons literarische Karriere bestand in der ‚Tragödie’, dass Arthur Conan Doyle seine Sherlock-Holmes-Serie Ende 1893 plötzlich abbrach (The Final Problem, in dem der „beratende“ Detektiv im Kampf mit Professor Moriarty in den großen Reichenbachfall oberhalb des schweizerischen Meiringen stürzt, erschien in der Dezembernummer des Strand Magazine). Herbert Greenaugh Smith, der Verleger des beliebten Magazins, suchte händeringend nach einer ähnlichen Nachfolgeserie von Detektivgeschichten, redete mit einigen Autoren, wohl auch mit Morrison, der seit 1892 regelmäßig Beiträge für das Magazin schrieb. Dieser lieferte prompt: Schon zwei Monate später erschien seine erste Hewitt-Geschichte im Strand Magazine. Die Hewitt-Serie, anfangs sogar mit Zeichnungen des Holmes-Illustrators Sidney Paget versehen, war ein voller Erfolg bei den Lesern und erfüllte auch die Erwartungen des Herausgebers. Der neue Detektiv wurde zu einem der schärfsten Rivalen des Sherlock Holmes, freilich ohne dessen Beliebtheit zu erreichen – dazu war er mit seinem Aussehen und Auftreten viel zu „normal“. (Der Typ des Normalbürgers als Ermittler sollte sich erst wesentlich später, mit Georges Simenons Kommissar Maigret, durchsetzen.) Martin Hewitt verfügt über kein hochspezialisiertes Superhirn wie Sherlock Holmes (das mit einem Rennmotor verglichen wird), er ist keine „Denkmaschine“ wie Professor van Dusen, sondern ein jovialer, umgänglicher, etwas übergewichtiger Mann mit einem runden, freundlichen Gesicht, der seine Fälle mit genauer Beobachtung und gesundem Menschenverstand löst. Morrison verzichtete bei Hewitt konsequent auf romantische Überhöhungen. Er brach mit dem traditionellen Geniekult um die Detektivfigur, verlieh ihr eher durchschnittlichere – menschlichere – Züge; das ist sein literaturhistorisches Verdienst.
Völlig aus dem Rahmen des Üblichen fiel, zumindest für die Verhältnisse vor gut hundert Jahren, Morrisons zweiter Seriendetektiv – Horace Dorrington. Er ist kein gesetzestreuer Bürger, sondern ein völlig amoralischer Anwalt, der nicht einmal vor einem Mordauftrag zurückschreckt, um sich das Vermögen eines Klienten anzueignen. Er verhält sich völlig opportunistisch: Je nachdem, was ihm selbst am meisten nützt, arbeitet er entweder für oder gegen seine Klienten. Manchmal misslingt ihm allerdings ein Alleingang und er steht als betrogener Betrüger – fast als komische Figur – da. Mit diesem merkwürdigen Detektiv verstieß Morrison eklatant gegen das strikte Gut-Böse-Schema, das für die Kriminalliteratur damals noch so etwas wie eine heilige Kuh war. Die Leser nahmen die Serie mit distanziertem Interesse zur Kenntnis, aber über die Erstauflage kam das Buch nicht hinaus. Erst Jahrzehnte später, etwa mit den Büchern von Patricia Highsmith, entwickelte sich eine Akzeptanz für ähnlich ambivalente Protagonisten, zum Beispiel ihren „talentierten“ Mr. Ripley.

### Kunsthändler
In den 1910er Jahren gab Morrison seine journalistische und literarische Tätigkeit ganz auf und konzentrierte sich auf das Sammeln von japanischen und chinesischen Antiquitäten. Mit diesem Hobby hatte er sich bereits seit seiner Jugend (etwa seit 1890) beschäftigt, fasziniert von den fernöstlichen Mitbringseln der Seeleute, die in Kuriositätenläden am Rande des Hafens und in Londons Chinatown billig angeboten wurden. Wie alle echten Sammler eignete er sich spezielles Fachwissen über sein Sammelgebiet an; er studierte die einschlägige kunsthistorische Literatur im Lesesaal des Britischen Museums. Der sprachbegabte Morrison lernte sogar Japanisch und korrespondierte mit den Malern Kanzan Shimomura (1873–1930) und Wakan Kazunori (1876–1928).
Schon 1906 hatte Morrison dem Britischen Museum 1851 japanische Holzschnitte für 4500 Pfund verkauft. 1909 und 1910 stellte er seine Sammlungen in der Fine Art Society und in der Royal Society of Arts aus und publizierte ausführliche Kataloge dazu. 1911 veröffentlichte er das zweibändige Kompendium The Painters of Japan, das jahrzehntelang als das Standardwerk zu diesem Gegenstand galt. Zunächst arbeitete Morrison noch geraume Zeit als freier Sachverständiger und Kunstberater, bevor er (wann ist nicht bekannt) den Kunsthandel gewerblich betrieb. Aber schon vor dem Ersten Weltkrieg konnte er von den Verkäufen aus seinen Sammlungen sehr gut leben. 1913 verkaufte er 33 chinesische und 589 japanische Gemälde an einen Immobilienmakler, der die Objekte später dem Britischen Museum übergab. Später weitete Morrison sein Sammelgebiet aus und ging dazu über, unter anderem auch englische Meister wie John Constable, Thomas Gainsborough, William Hogarth und William Turner zu sammeln.
Ab 1914 residierte Morrison in einem stattlichen dreigeschossigen Herrenhaus in High Beach (Essex) mit Dienstpersonal und Chauffeur. Dort hatte er genügend Platz, um seine Sammlungen zu lagern und auch Ausstellungen zu veranstalten. Bei Ausbruch des Ersten Weltkriegs meldete sich Morrison freiwillig zur Polizei, wo er im Rang eines Chief Inspectors Dienst tat (und 1915 London telefonisch vor dem ersten deutschen Zeppelinangriff warnte). Sein Sohn Guy überlebte den Krieg, starb aber 1921 im Alter von 28 Jahren, wahrscheinlich an den Folgen einer Malaria, die er sich bei seinem Einsatz in Ägypten zugezogen hatte.
1920 und 1927 spendete Morrison etwa 30 Zeichnungen dem Britischen Museum, das er 1945 testamentarisch mit weiteren 60 Gemälden und 71 Ukiyo-e, japanischen Farbholzschnitten, sowie einer Sammlung zeremoniellen Teegeschirrs bedachte.
1924 wurde er als Mitglied in die Royal Society of Literature gewählt – eine Ehre, die ihn überraschte. Als er gebeten wurde, zu dem Anlass einen Vortrag über Literatur zu halten, lehnte er höflich, aber bestimmt ab. 1930 gehörte er zu den Gründungsmitgliedern des britischen Detection Club. Im selben Jahr bezog er ein Haus in Chalfont St Peters, dessen oberes Stockwerk er für Ausstellungen und seinen Kunsthandel nutzte.
1929 und 1933 veröffentlichte er – wohl als literarische Lebenszeichen – Bände mit Kurzgeschichten, die teilweise schon früher erschienen waren oder aus seiner Schublade stammten, doch als er 1945 im Alter von 82 Jahren an einer Thrombose starb, war er als Schriftsteller so gut wie vergessen.

## Werke
- The Shadows Around Us, 1891
- Zig Zags at the Zoo, in Zusammenarbeit mit dem Zeichner J. A. Shepherd, 1894
- Tales of Mean Streets, 1894
- Martin Hewitt, Investigator, 1894
- Chronicles of Martin Hewitt, 1895
- Adventures of Martin Hewitt, 1896
- A Child of the Jago, 1896
- The Dorrington Deed Box, 1897
- To London Town, 1899
- Cunning Murrell, 1900
- The Hole in the Wall, 1902
- The Red Triangle, 1903
- That Brute Simmons, Bühnenstück, in Zusammenarbeit mit Herbert C. Sargent, 1904
- The Green Eye of Goona (in den USA The Green Diamant), 1904
- Divers Vanities, 1905
- The Dumb Cake, Bühnenstück, in Zusammenarbeit mit Richard Pryce, 1907
- A Stroke of Business, Bühnenstück, in Zusammenarbeit mit Horace Newte (wurde aufgeführt, aber nicht gedruckt), 1907
- Green Ginger, 1909
- Illustrated Catalogue of Japanese Prints, 1909
- Illustrated Catalogue of Japanese Screens, 1910
- The Painters of Japan, 2 Bände, 1911
- Short Stories of Today and Yesterday, 1929
- Fiddle o’ Dreams, 1933

### Deutschsprachige Ausgaben
- Detektiv Martin Hewitt: Teil I; Kriminalerzählungen, autorisierte Übersetzung von Frida von Holtzendorff u. Wally Landsberg, Stuttgart: Lutz o. J., Lutz’ Kriminal- und Detektivromane, 49
- Detektiv Martin Hewitt: Teil II; Erzählungen,  autorisierte Übersetzung von Frida von Holtzendorff u. Wally Landsberg. Stuttgart: Lutz o. J., (Lutz’ Kriminal- und Detektivromane, 67)
- Arthur Morrison: Ausgewählte Werke in 6 Bänden,[3] herausgegeben von Reinhard Hillich, Berlin, Selbstverlag  2017–2019

1. Dorringtons Fälle: Detektivgeschichten der etwas anderen Art. Mit Illustrationen von Stanley L. Wood, Sidney Cowell u. Harold Pifford. Hrsg. u. aus d. Engl. übers. von Reinhard Hillich, Berlin, 2017, ISBN 978-3-9818907-6-1
2. Martin Hewitt, Privatermittler: Detektivgeschichten. Mit Illustrationen von Sidney Paget. Hrsg. u. aus d. Engl. übers. von Reinhard Hillich, Berlin, 2017, ISBN 978-3-9818907-2-3
3. Die Chronik des Martin Hewitt, Detektivgeschichten. Hrsg. u. aus d. Engl. übers. von Reinhard Hillich, Berlin, 2018, ISBN 978-3-9818907-4-7
4. Die Abenteuer des Martin Hewitt, Detektivgeschichten. Hrsg. u. aus d. Engl. übers. von Reinhard Hillich, Berlin, 2018, ISBN 978-3-9818907-5-4
5. Martin Hewitt und das Rote Dreieck, Detektivgeschichten. Hrsg. u. aus d. Engl. übers. von Reinhard Hillich, Berlin, 2019, ISBN 978-3-9818907-7-8
6. Die Kneipe an der Themse, Roman. Hrsg., aus d. Engl. übers. u. mit e. Nachw. von Reinhard Hillich, Berlin,  2019, ISBN 978-3-9818907-8-5